# Jean Baptiste Boussingault
Jean-Baptiste Joseph Dieudonné Boussingault (ur. 2 lutego 1802 w Paryżu, zm. 12 maja 1887 tamże) – francuski chemik i agronom. Zajmował się problemami odżywiania się roślin, pisząc liczne dzieła z tej dziedziny. Sławę zyskał prowadząc badania chemiczne, fizyczne i fizjologiczne.

## Życiorys
Początkowo zajmował się górnictwem, geologią i meteorologią i w tym zakresie prowadził badania podróżując po Ameryce Południowej. W randze pułkownika towarzyszył generałowi Bolívarowi w jego wyprawach wojennych. Następnie jako dyrektor francuskich eksploracji górniczych w Ameryce Południowej, Boussingault został profesorem chemii na Uniwersytecie w Lyonie oraz profesorem chemii rolniczej w Konserwatorium Sztuk i Rzemiosł w Paryżu (1839–1887).
Od 1829 profesor rolnictwa Conservatoire national des arts et métiers w Paryżu, następnie od 1837 profesor chemii Uniwersytetu Paryskiego. Od 1839 członek Francuskiej Akademii Nauk. Badał proces asymilacji węgla przez rośliny i znaczenie azotu jako pokarmu roślin. Sformułował przed Justusem von Liebigiem (przed 1840) mineralną teorię odżywiania się roślin. W 1834 założył pierwszą rolniczą stację doświadczalną we Francji. Był jednym z założycieli Narodowego Instytutu Agronomicznego w Paryżu.
Boussingault jako pierwszy zwrócił uwagę na krążenie pierwiastków w przyrodzie. Przyczynił się do zidentyfikowania podstawowego schematu biologicznego cyklu azotowego, kiedy udowodnił, że rośliny nie absorbują tego pierwiastka z powietrza, lecz z gleby w postaci azotanów.
W roku 1878 z rąk Towarzystwa Królewskiego w Londynie otrzymał Medal Copleya (1878). W 1882 odznaczony Pour le Mérite za Naukę i Sztukę.

## Prace
- „Agronomie, chimie agricole et physiologie” (8 tomów, 1860-1874)[1][2].